# Clontarf (whiskey)
Clontarf är en typ av irländsk whiskey som fått sitt namn efter Slaget vid Clontarf år 1014. Clontarf är destillerad tre gånger och lagrat fyra år på ekfat.